# Fattoria Granducale di Montevarchi

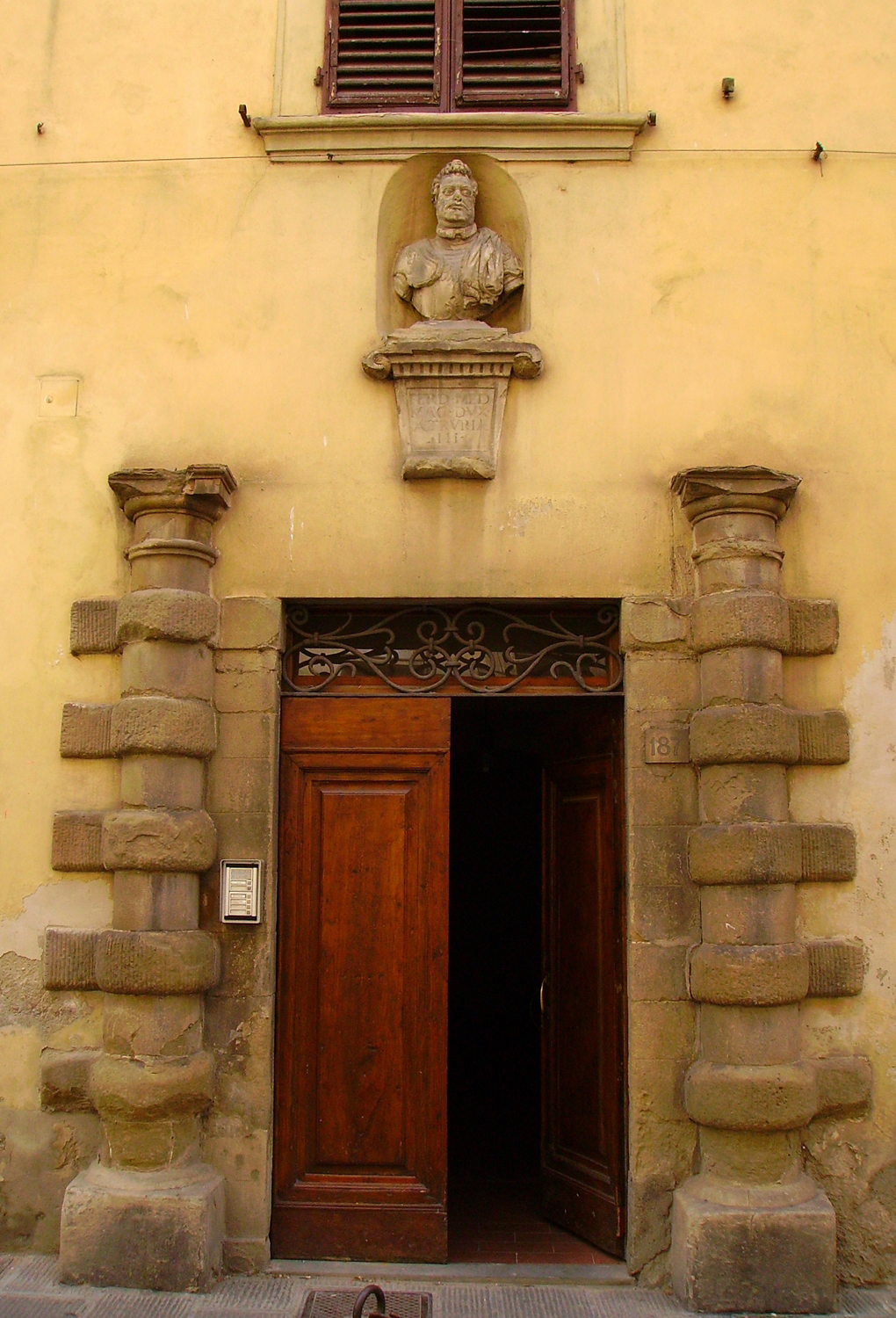
Quel che rimane dell'ingresso della magione della fattoria in via Roma a Montevarchi

La Fattoria granducale di Montevarchi era un vasto complesso terriero di proprietà della famiglia Medici che si estendeva lungo l'Arno per quasi 10 kilometri e su oltre 395 ettari suddivisi in 19 poderi tra Levane, Levanella, Montevarchi, San Giovanni Valdarno, Figline Valdarno e con una magione padronale che si affacciava sulla via maestra di Montevarchi. Costituita da Cosimo I alla fine del Cinquecento venne successivamente allivellata, ossia affittata,  dal granduca Pietro Leopoldo nel 1783.

## Storia
Nell'ambito dei lavori intrapresi da Cosimo I per la ricanalizzazione dell'Arno volti a controllarne maggiormente le piene e ad eliminare una serie di tortuosità con la vaga speranza di renderlo perfino navigabile, tutti i terreni strappati alle acque o ritagliati sull'antico letto del fiume vennero via via incamerati dalla corona come risarcimento delle spese sostenute per la realizzazione dell'opera. In particolare, i nuovi territori del Valdarno furono organizzati in fattoria sotto la direzione di Don Antonio de' Medici che ne ebbe poi l'usufrutto.
I 395 ettari totali della fattoria, organizzati in unità produttive o poderi tutti confinanti tra loro (escluso quello di Valercole che si trovava a Gaville sulle colline di Figline) erano caratterizzati da una coltura di tipo intensivo e da condizioni geografiche favorevoli quali la fertilità dei terreni, la vicinanza ai principali mercati cerealicoli e alle maggiori arterie viarie della Toscana e, data la prossimità dell'Arno, anche da una relativa facilità di irrigazione.
La suddivisione fondiaria della fattoria prevedeva 14 poderi a Montevarchi, di cui uno a Levane e uno a Levanella, per un totale di 278,89 ettari, 4 poderi a San Giovanni per 90,25 ettari e uno a Figline di 25,88 ettari. In particolare:
Levane
- Monabice

Levanella
- La Lama

Montevarchi
- Valdidago
- Pateresso
- Fossato
- Capannuccia
- Berigno
- Case Romole I
- Case Romole II
- La Steccata
- Via Nuova
- Padulette
- Casina
- La Fornace

San Giovanni Valdarno
- Case Nuove
- Il Muro
- Fiacchereto
- Il Mulino

Figline Valdarno
- Valercole

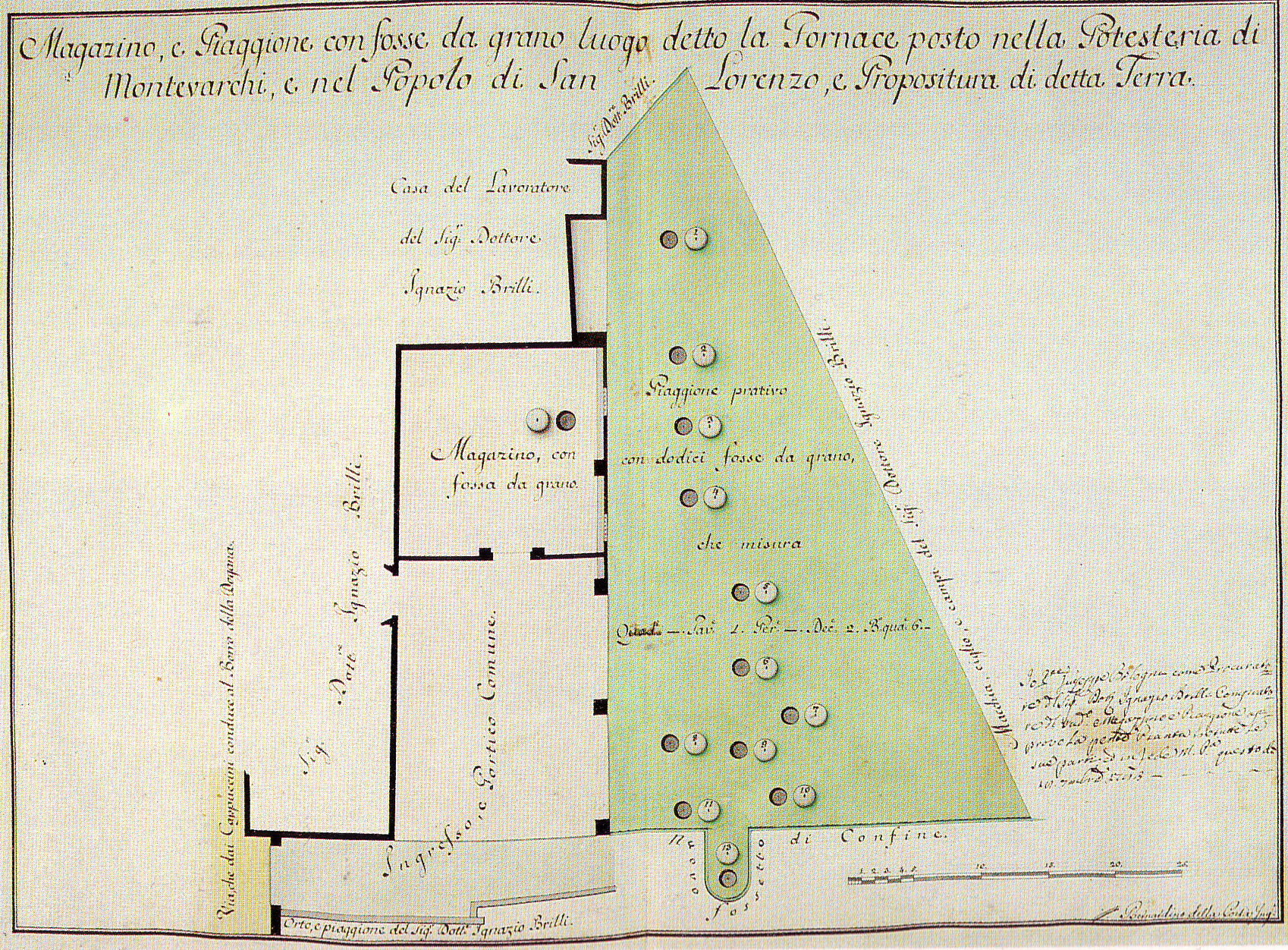
Il granaio in via delle Fornaci a Montevarchi

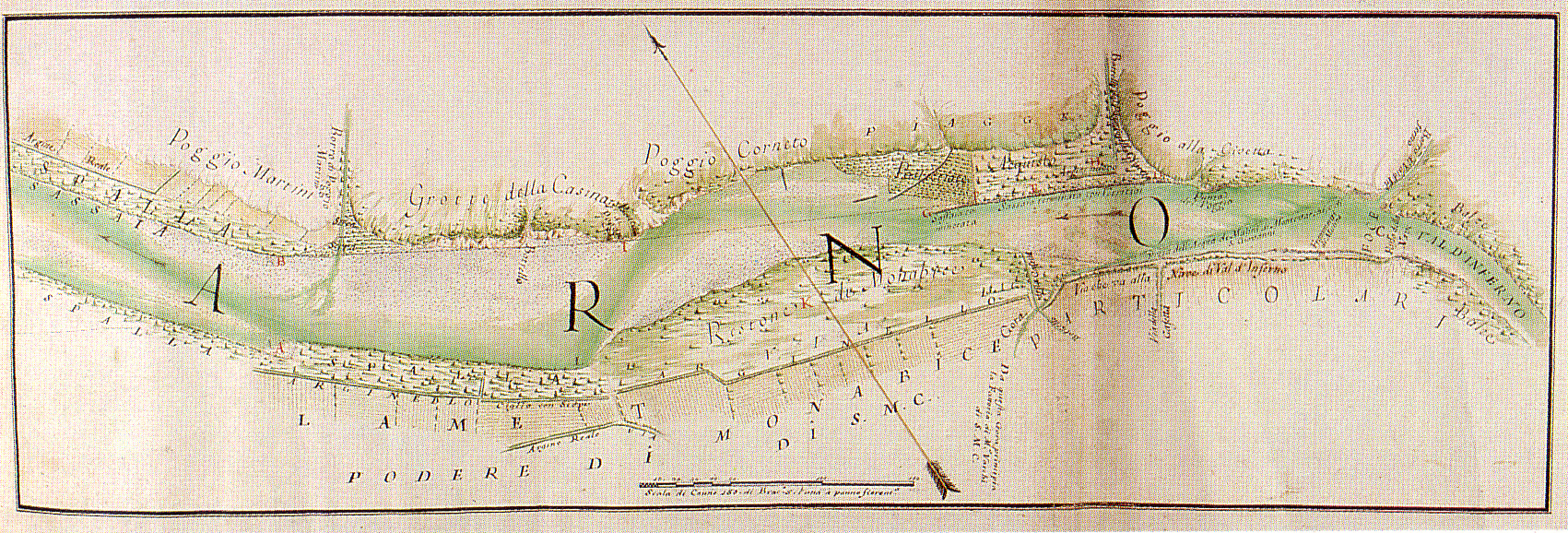
Un tratto dell'Arno e alcuni poderi della fattoria in una carta del 1767

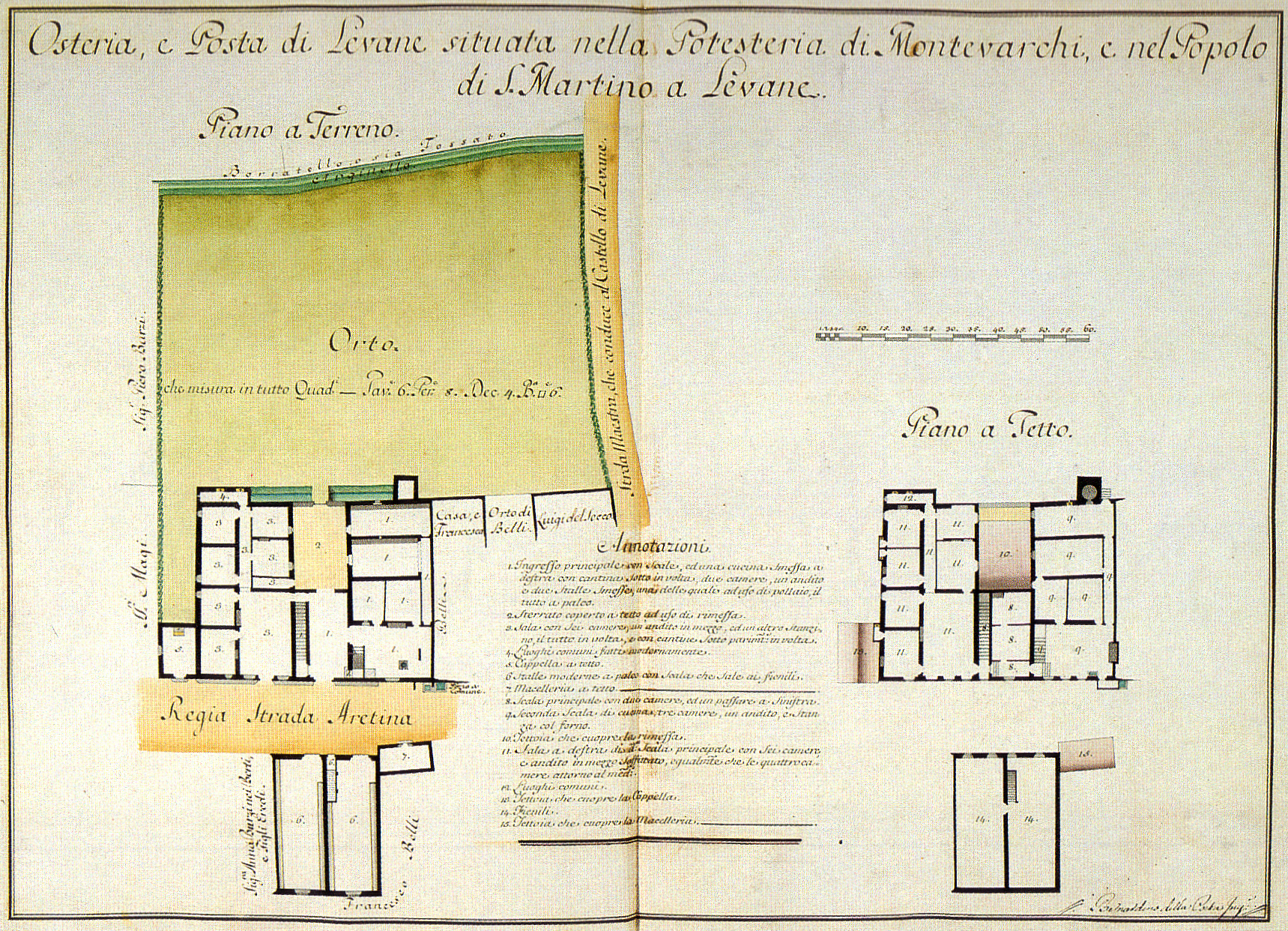
L'osteria e la posta di Levane

Tutti questi poderi, che avevano un'estensione media di 22 ettari ciascuno, erano certamente tra i migliori della regione con una produzione considerevole nel campo dei cereali, delle colture erbacee ed arboree con particolare riferimento alla gelsicoltura, del vino anche se di pessima qualità. Nell'insieme i terreni della fattoria all'86,72% erano a lavorativo arborato (frutteti, vigneti, oliveti), al 10,09% ad alberi piantati sul greto del fiume detti "spalla d'Arno", al 2,86% a pasture dette "lame", lo 0,28% a lavorativo nudo (grano) e lo 0,05% a prato. Solo a Valercole il 28% era a lavorativo arborato, il 10% a seminativo nudo e il 62% a boschi. Quasi tutti i poderi erano lavorati da famiglie di mezzadri composte da circa 14 individui per nucleo.
Annessi alla fattoria erano anche gli immobili della Magione Granducale sulla via maestra di Montevarchi, un grosso magazzino con fosse per il grano fuori dalle mura di Montevarchi nell'odierna Via delle Fornaci, l'Osteria e la Stazione di Posta di Levane, due case e fosse da grano (poste sotto il palazzo pretorio) a San Giovanni Valdarno. 

## L'allivellazione

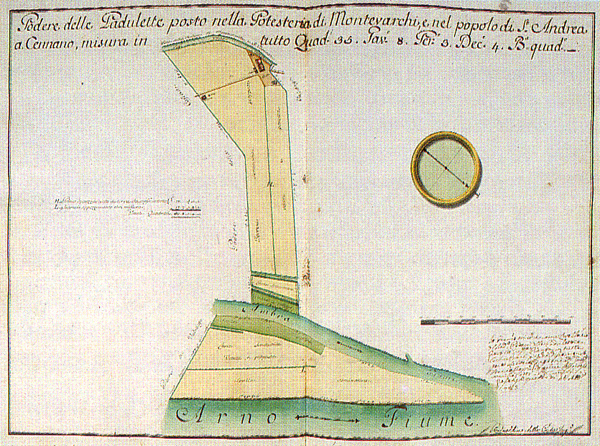
Le Padulette

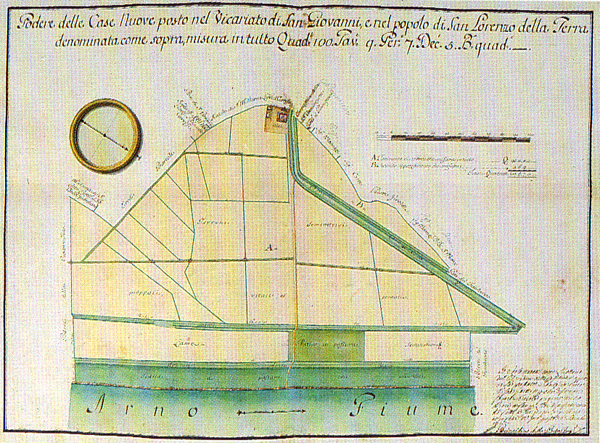
Le Case Nuove

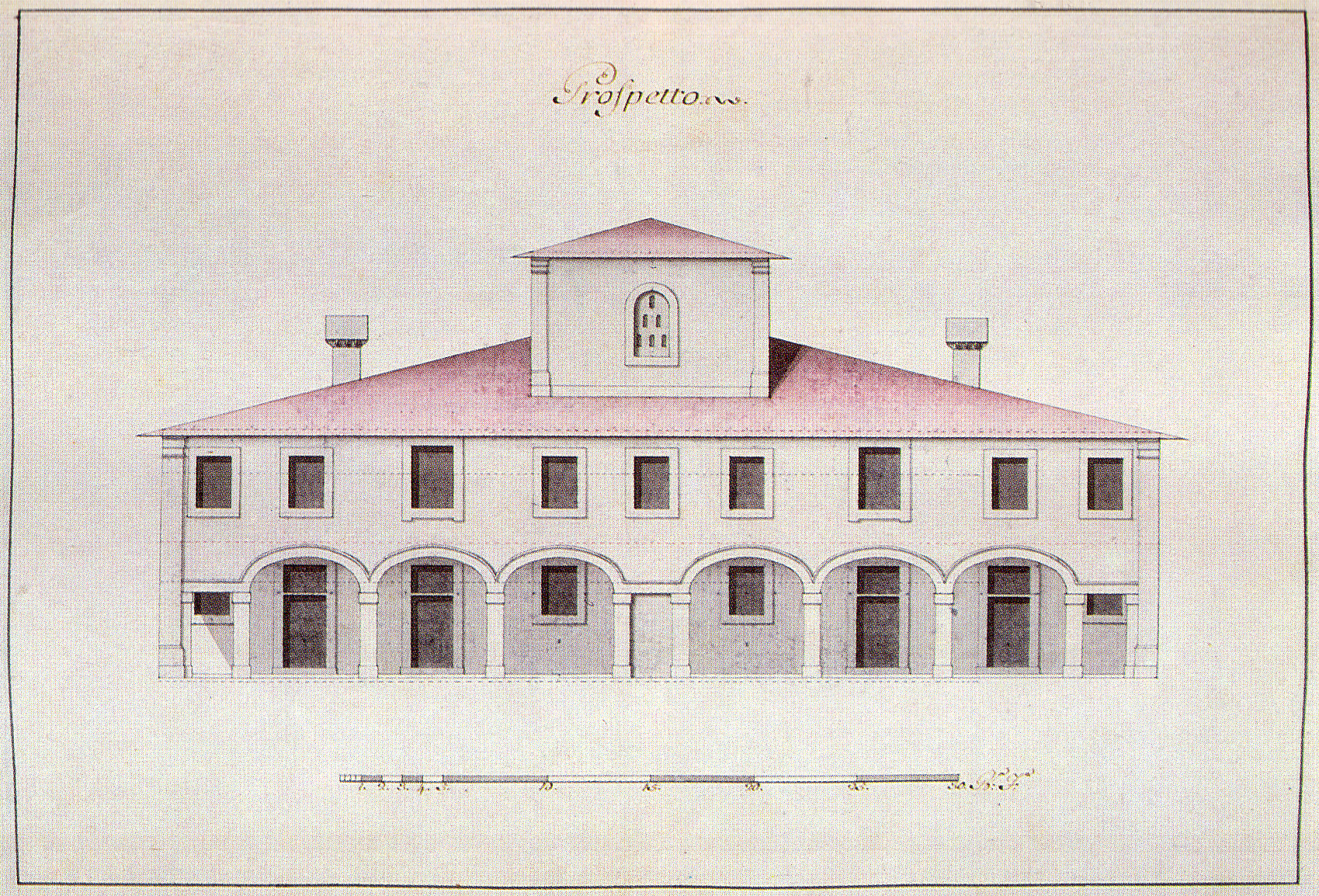
Casa colonica, detta leopoldina, nel podere di Valdilago

Con l'estinzione della famiglia Medici, che aveva sempre amministrato direttamente la fattoria affidandone la gestione a un fattore e i terreni in lavorazione a dei mezzadri, la fattoria passò di competenza del demanio che successivamente la affittò a privati che pagavano direttamente il loco canone allo Scrittoio granducale. Tra il 1740 e il 1749 ne fu affittuario l'ex fattore Cosimo M. Berti che però finì in rovina, dal 1750 al 1758 venne affidata a Bartolomeo Nesterini di Montevarchi che poi non volle rinnovare un contratto rivelatosi troppo oneroso e dunque passò alla famiglia Feroci di Figline Valdarno che la tenne fino al 1782 quando fu costretta a cederla avendo accumulato ben 8430 scudi di debito nei confronti dell'erario.
La fallimentare gestione privata della fattoria convinse, già nel 1779, il granduca Pietro Leopoldo della necessità di scomporne i poderi in singole unità e di allivellarli uno ad uno. L'allivellazione (da Libellum ossia il libretto in cui veniva rogato il documento) era un tipo di contratto agrario che garantiva al contraente il pieno beneficio dei beni allivellati previo pagamento di un canone in denaro al possessore (in questo caso il granduca) ma molto più basso rispetto a quello mezzadrile. 
Partirono così le operazioni di stima del valore dei terreni e degli immobili con relativa mappatura catastale sotto la supervisione dell'ingegnere Bernardino della Porta, e del sovrintendente dello Scrittoio Bartolini Bandelli. Quando, dopo quattro anni di calcoli, fu stabilito che la proprietà valeva in totale 144.095 scudi, davanti al tribunale delle Regalie di Montevarchi, il 4, 7 e 9 luglio 1783 cominciò l'asta per l'assegnazione dei livelli per tutti i poderi escluso quello delle Padulette e i vari immobili che invece furono messi in vendita.
L'incanto tuttavia non dette i frutti sperati da Firenze. Per le Case Nuove e gli immobili non si fece avanti nessuno, mentre i rilanci per il canone dei poderi non raggiunsero che un magro 12% di incremento sulla base d'asta. Bartolini decise allora di annullare l'asta pubblica e di procedere per offerte private da far pervenire direttamente allo Scrittoio. L'asta, andata praticamente deserta, si era infatti prestata a varie forme di trust o di cartello, se non di intimidazione, che le offerte private, fatte nella segretezza di uno studio notarile, avrebbero invece evitato. E infatti sul tavolo del sovrintendente arrivarono 38 offerte: 17 da mezzadri della fattoria e 21 da privati esterni di cui 5 interessati solo alle proprietà immobiliari. 
Il 20 agosto 1783 il sovrano scelse i nomi dei fortunati che risultarono poi essere 11 mezzadri e 7 privati. La scelta di Pietro Leopoldo, orientata più verso gli agricoltori che verso gli speculatori, voleva favorire soprattutto i contadini che, per meriti lavorativi, avevano ottenuto una certa agiatezza economica e il ceto medio formato da piccoli possidenti, mercanti, borghesi che per la loro operosità stavano piano piano distinguendosi nel circuito economico locale e non solo. I nobili e i molto ricchi ne furono generalmente esclusi.
Ma le buone intenzioni di Pietro Leopoldo tuttavia non ressero alle manovre del mercato tanto che due anni dopo l'allivellamento, Orazio Cini, che originariamente aveva ottenuto solo i due poderi delle Case Romole, ne controllava già cinque. Così se nel 1783 la fattoria era stata allivellata per il 68% a contadini e per il 32% a borghesi, nel 1785 la percentuale di contadini, tra gli allivellatori, era scesa al 55,2% a favore di quella dei borghesi che era salita al 44,8% mentre nel 1825 i contadini non raggiungevano il 50% (49,6%) contro un 38% di borghesi e, new entry, un 12% di nobili.